# 亨利·布拉德利·普兰特
亨利·布拉德利·普兰特（Henry Bradley Plant，1819年10月27日—1899年6月23日）是美国东南部著名的商人、企业家和投资者，以开拓铁路运输和航运业而闻名。他是普兰特系统的创始人，该系统整合了铁路和航运网络，对19世纪美国南部的交通与经济发展产生了深远影响。
普兰特于1819年出生于康涅狄格州布兰福德，1844年进入铁路行业，最初在哈特福德和纽黑文铁路担任快递员，后于1853年前往南方发展。他在南北战争前建立了多条南方铁路快递路线，并于1861年创立南方快递公司并担任总裁。1879年，他与合伙人收购了佐治亚州的亚特兰大和海湾铁路，随后重组萨凡纳、佛罗里达和西部铁路并出任总裁。1880年，他收购并重建了萨凡纳和查尔斯顿铁路。此后，他成立普兰特投资公司，整合旗下铁路资源，并进一步拓展业务，包括在佛罗里达州圣约翰河上开辟蒸汽船航线。
普兰特最突出的贡献之一是将原本孤立的坦帕湾和佛罗里达西南部纳入全国铁路网，并开通了连接坦帕、古巴和基韦斯特的定期轮船航线，促进了该地区的人口增长与经济繁荣。为了吸引北方旅客，他在铁路沿线建造了豪华的坦帕湾酒店以及多座小型度假酒店，奠定了佛罗里达旅游业的基础。他的竞争对手亨利·弗拉格勒在佛罗里达东海岸采取了类似策略，通过修建佛罗里达东海岸铁路和沿线度假村推动当地发展。
普兰特于1899年去世，但他的交通网络和开发理念深深影响了美国南部的现代化。普兰特的许多贡献至今仍清晰可见。佛罗里达州的普兰特城、桑福德、奥本代尔、特里尔比和坦帕港 (社区)等城市的发展均与他的铁路和航运网络密切相关。1902年，普兰特系统被大西洋海岸线铁路收购，但其基础设施仍是美国东南部铁路运输的重要组成部分，如今，美铁和CSX运输公司在坦帕地区使用的部分铁路仍沿用了当年普兰特系统的路线。坦帕湾酒店是普兰特系统中唯一完整保留下来的酒店，其标志性的尖塔建筑已成为坦帕市的重要地标。